# Bunten Barat
Bunten Barat is een bestuurslaag in het regentschap Sampang van de provincie Oost-Java, Indonesië. Bunten Barat telt 6004 inwoners (volkstelling 2010).